# 贝兰
贝兰（法語：Bellaing，法語發音：[bɛlɛ̃]）是法国上法蘭西大區北部省的一个市镇，属于瓦朗谢讷区。

## 地理
贝兰（50°22'6"N, 3°25'33"E）面积3.42 平方千米，位于法国上法蘭西大區北部省，该省份为法国最北部的省份及最长的省份，西北濒北海，西接加来海峡省，南至埃纳省和索姆省，东与比利时接壤。
与贝兰接壤的市镇（或旧市镇、城区）包括：欧布里迪埃诺、瓦莱尔斯、阿沃吕、埃兰、瓦西。

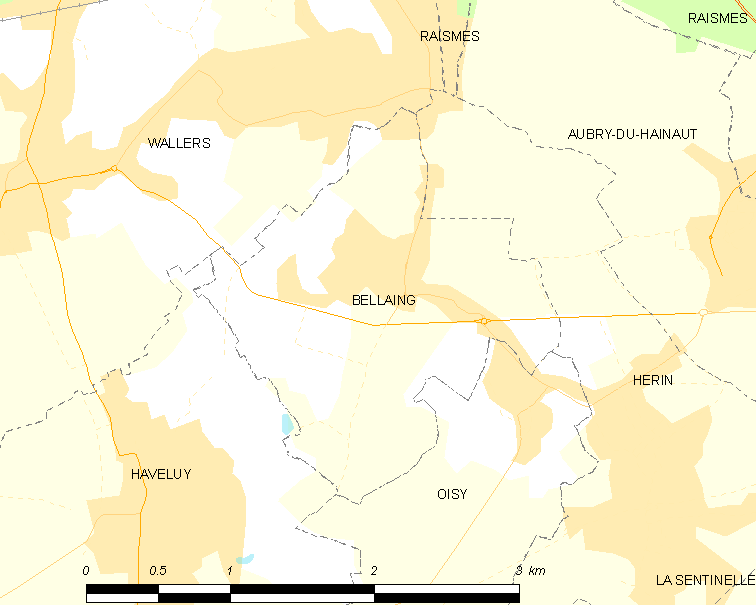
贝兰的OSM定位图

贝兰的时区为UTC+01:00、UTC+02:00（夏令时）。

## 行政
贝兰的邮政编码为59135，INSEE市镇编码为59064。

## 政治
贝兰所属的省级选区为欧努瓦莱瓦朗谢讷县。

## 人口

1962-2008年间贝兰人口变化图示

贝兰于2022年1月1日时的人口数量为1315人。